# Parla
Parla é um município da Espanha na província e Comunidade de Madrid. Faz parte da área metropolitana de Madrid, tem 24,4 km² de área e em 2021 tinha 131 689 habitantes (densidade: 5 390,5 hab./km²). A cidade dista 16 km da capital, Madrid e é uma das 50 cidades mais povoadas de Espanha.
Parla limita a norte com o município de Fuenlabrada, a sul com os municípios de Torrejón de Velasco e Torrejón de la Calzada, a este com o município de Pinto e a oeste com os municípios de Griñón e Humanes de Madrid.